# Christuskirche (Heiligenstadt in Oberfranken)

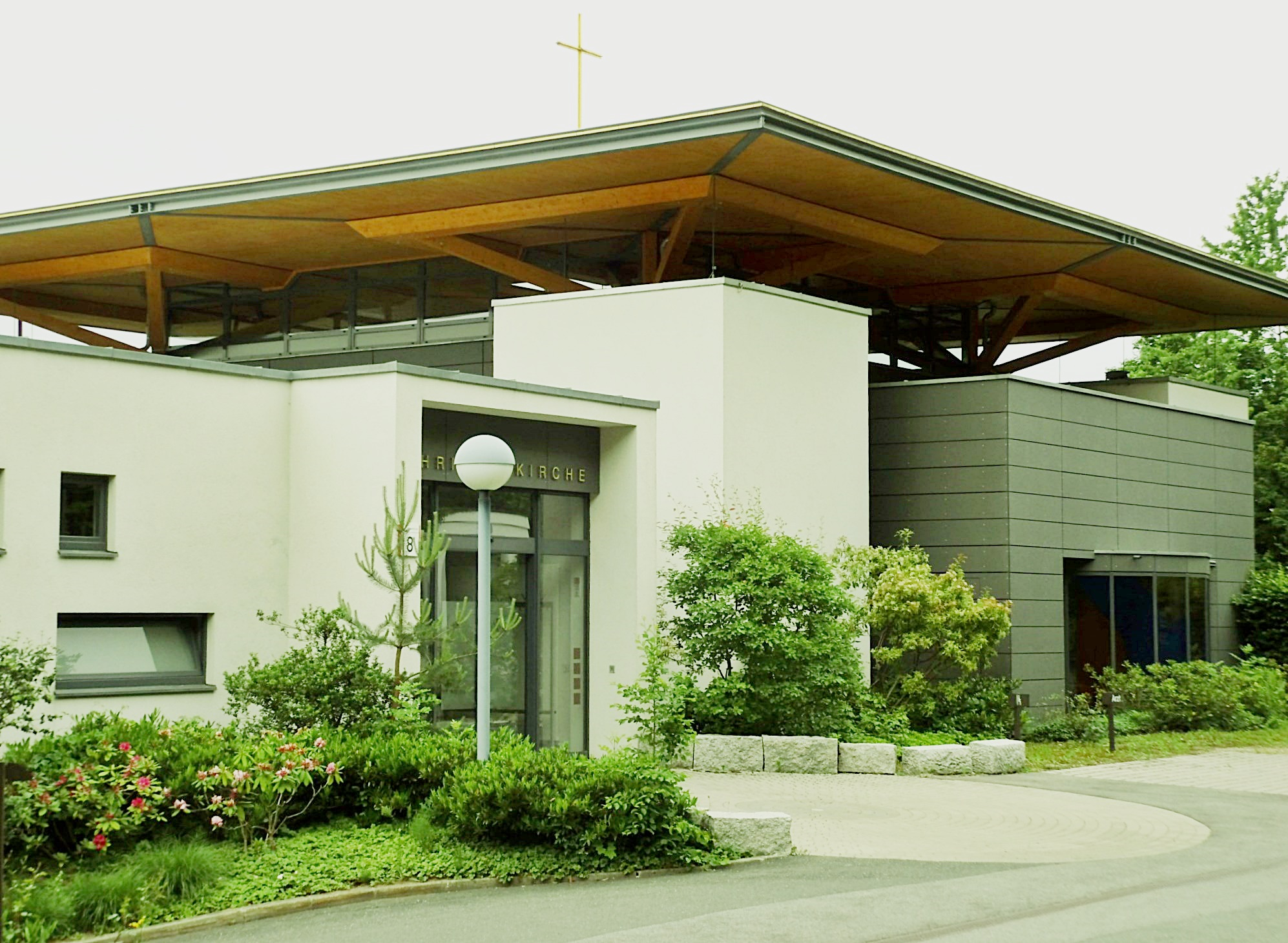
Eingangsbereich der Christuskirche

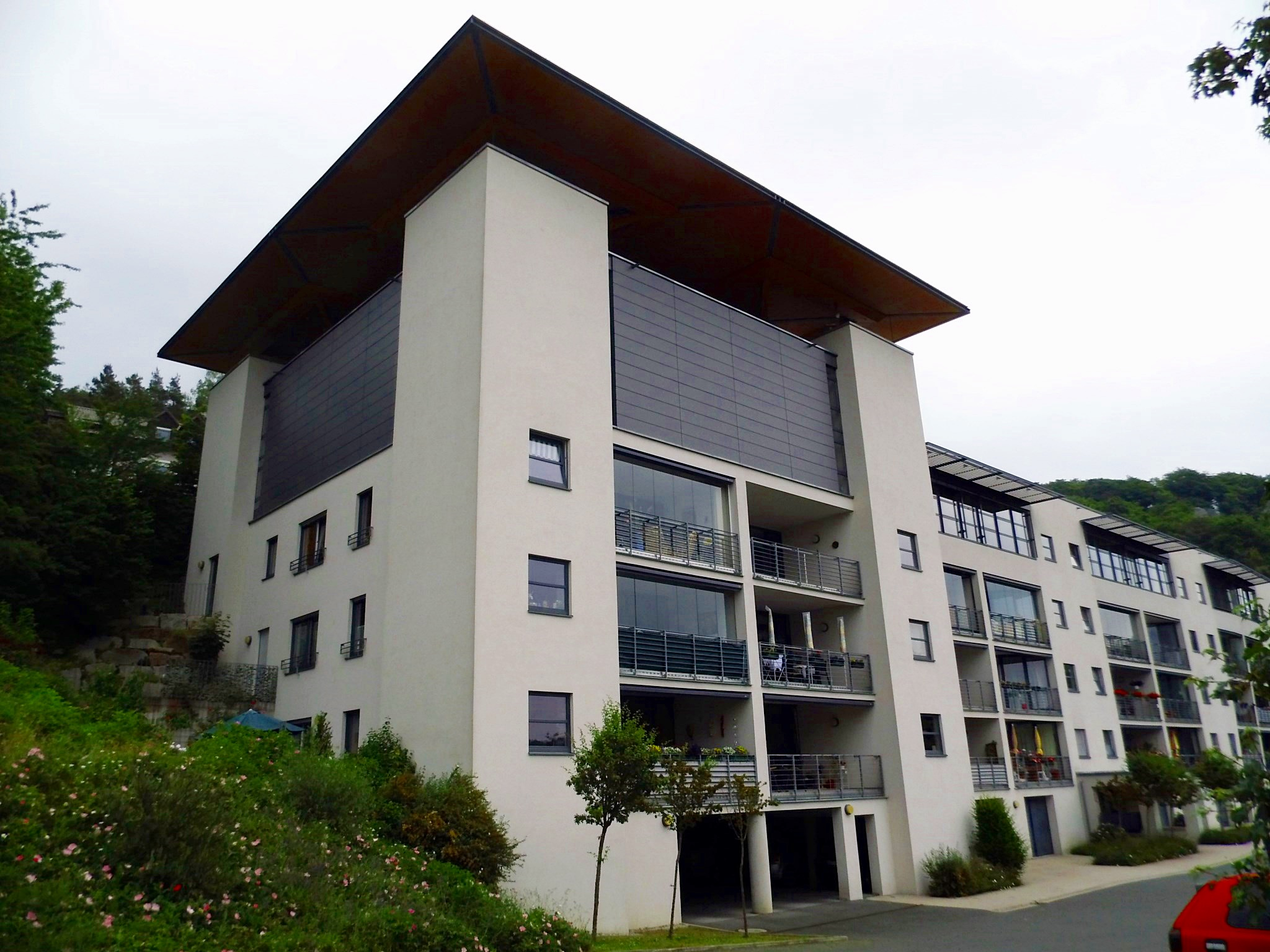
Hanglage: Das Gemeindezentrum befindet sich im Obergeschoss

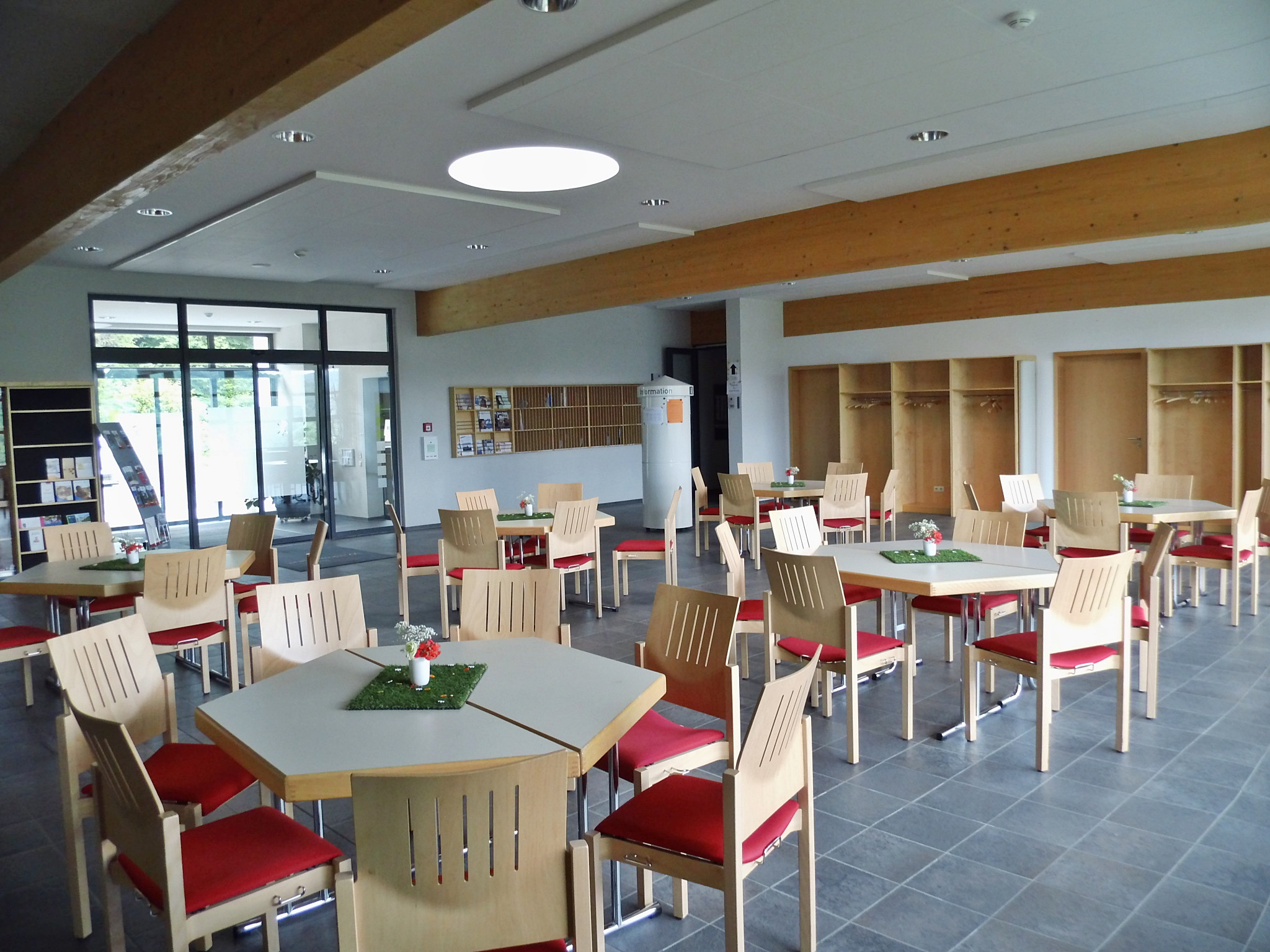
Foyer

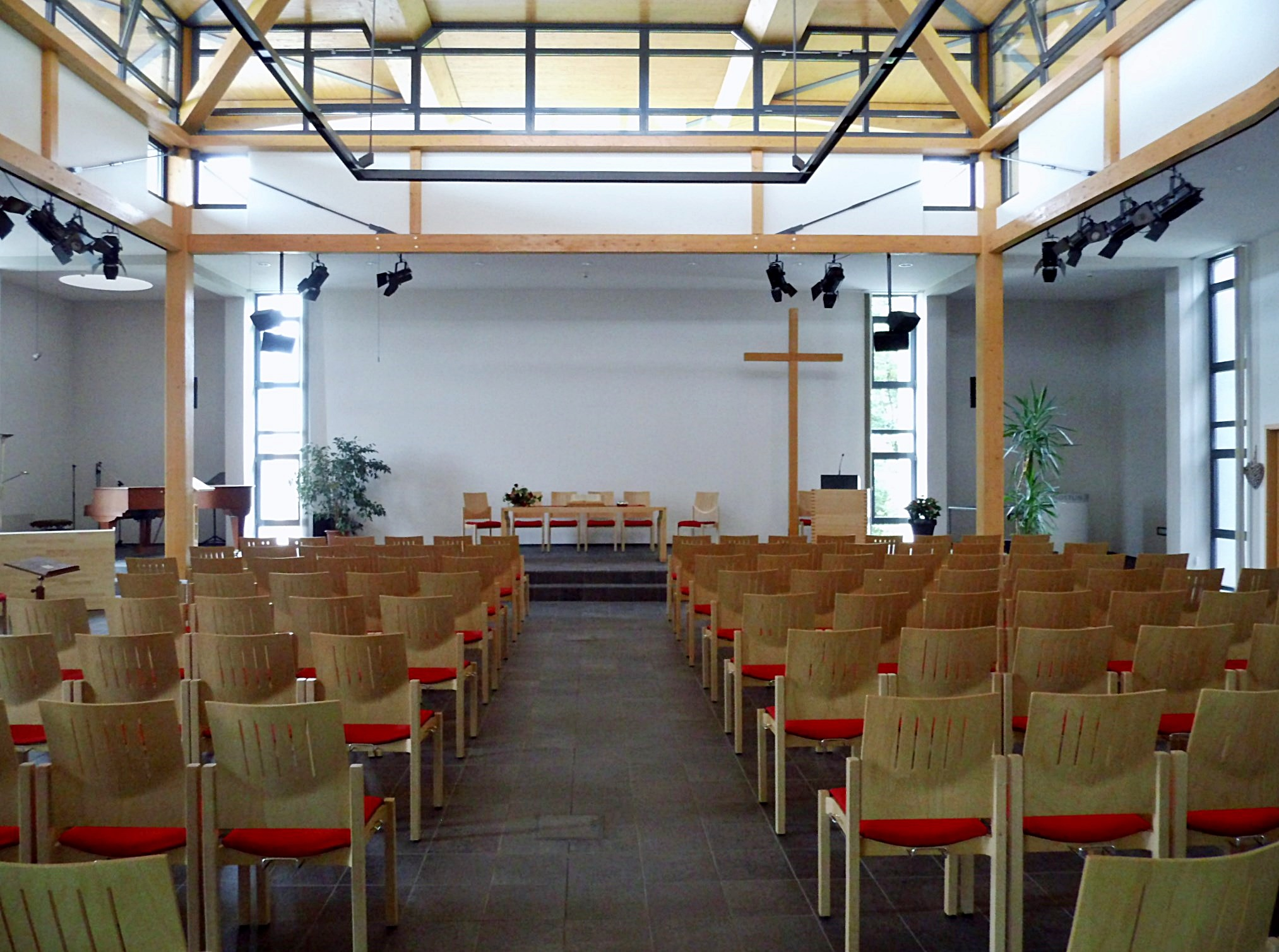
Gottesdienstraum

Baptisterium

Die Christuskirche ist das Gotteshaus der dem Bund Evangelisch-Freikirchlicher Gemeinden angeschlossenen Baptistengemeinde Heiligenstadt in Oberfranken. Sie befindet sich auf dem Gelände des evangelisch-freikirchlichen Diakoniewerkes TABEA Leinleitertal und wurde am 26. Oktober 2003 ihrer gottesdienstlichen Bestimmung übergeben.
Die Kirche, die mit ihren zahlreichen Nebenräumen das Obergeschoss einer in Hanglage errichteten mehrstöckigen Seniorenwohnanlage bildet, ist ein Werk des Berliner Architekten Ulrich Arndt. Ihre außergewöhnliche Dachkonstruktion plante das Lausanner Ingenieurbüro Julius Natterer. Das Fensterbild der Taufapsis schuf der Rottweiler Künstler Tobias Kammerer.

## Baubeschreibung
Die Christuskirche spricht „die Architektursprache ihrer Umgebung“. So erinnern zum Beispiel die vier massiven Ecktürme des Gotteshauses an die Burgen und Kirchen der unmittelbaren Nachbarschaftsregion. Auch die Dorflinde, die vor die Kirche gepflanzt wurde, ist „ein typisches städtebauliches Element der Region“. Auf die basisdemokratische Gemeindestruktur der baptistischen Freikirche soll das Dach mit seinen zahlreichen horizontalen Linien verweisen.

### Außenansicht
Vier massive Ecktürme geben dem Kirchengebäude eine feste Struktur. Auf der Rückseite des in Hanglage errichteten Komplexes reichen sie bis ins Erdgeschoss hinunter. Ihre leicht gekörnte Oberfläche sowie ihre hellgraue Farbe weisen auf den Felsen, aus dem das Gebäude wächst. Die Türme sind verbunden durch leichte, nicht tragende Wandschalen, die mit dunkelgrauen Faserzementtafeln verkleidet sind. Über den Ecktürmen und Wänden „schwebt“ das weit auskragende Dach. Es besteht aus Brettstapelelementen, die auf flach liegenden Leimholzkränzen ruhen. Gekrönt wird das Dach durch ein schlichtes Kreuz. Für den Lichteinfall sorgen schmale, senkrecht eingebaute Fensterelemente, die jeweils Ecktürme und Wandschalen miteinander verbinden und vom Boden bis zu Decke reichen. Zwei umlaufende Fensterfriese in der Dachkonstruktion sorgen für ein interessantes Oberlicht. Die gläserne Eingangstür, über der sich in Großbuchstaben der Name der Kirche befindet, zeigt unter anderem die griechischen Lettern Chi und Rho, die traditionelle Abkürzung für Christus.

### Innenansicht
Betritt man die Kirche durch den Haupteingang, so gelangt man in ein großes Foyer. Zur Ausstattung des Vorraums gehören eine Garderobe, ein Büchertisch sowie die für baptistische Kirchen typischen Postfächer, über die Gemeindemitglieder ihre Zeitschriften, Gemeindeinformationen und persönliche Nachrichten erhalten. Die Stühle und Tische des Foyers dienen dem sonntäglichen Kirchencafé, das im Anschluss an die Gottesdienste stattfindet. Ein Flur führt vom Foyer zu den Gruppen- und Sanitärräumen des Gemeindezentrums. Größter Nebenraum ist der Bibelstundensaal. Über einen Fahrstuhl sind die in den unteren Stockwerken liegenden Wohnungen mit der Kirchenebene verbunden.
Der Gottesdienstraum, der durch eine Glaswand vom Foyer getrennt ist, macht einen hellen und warmen Eindruck. An seiner Stirnwand befindet sich ein schlichtes Holzkreuz, das das gesamte liturgische Zentrum überragt. Der Abendmahlstisch und die Kanzel nehmen das in der Dachkonstruktion vorhandene Motiv der gestapelten Bretter auf, sind aber – anders als das Dach – aus europäischem Ahorn gefertigt. Für die musikalische Begleitung ist ein Flügel vorhanden.
Eine Besonderheit bildet das runde Taufbecken, das sich in einer Apsis der rechten Seitenwand befindet und in das sieben kreisrunde Stufen hinabführen. Die Bedeutung der Taufe wird durch ein siebenteiliges Fensterbild des Künstlers Tobias Kammerer unterstrichen (siehe Bild).

## Geschichte der Gemeinde
Die Anfänge der Heiligenstädter Baptistengemeinde in den 1970er Jahren sind eng verknüpft mit der Gründung des evangelisch-freikirchlichen Familienzentrums Heiligenstadt, das am 27. September 1975 als diakonische Einrichtung der nordbayerischen Baptistengemeinden eingeweiht wurde. Zur Einrichtung, die sich seit 2011 in der Trägerschaft des evangelisch-freikirchlichen Diakoniewerks TABEA e.V. befindet, gehören neben verschiedenen Zweigen der Altenpflege eine Seniorenwohnanlage sowie Ferienwohnungen und ein Tagungs- und Freizeitbetrieb. Nach einer längeren Findungsphase, die von den nordbayerischen Baptistengemeinden, insbesondere von der Gemeinde Bamberg begleitet wurde, fand am 6. Juli 1978 eine konstituierende Gemeindeversammlung statt. Die Teilnehmer dieser Versammlung waren vor allem Bewohner und Mitarbeiter des Familienzentrums, die bis dahin Mitglieder der Bamberger Baptistengemeinde waren. Anfangs arbeiteten die Heiligenstädter Baptisten als rechtlich nicht eigenständiger Zweig der Gemeinde Bamberg. Bereits 1979 überließ die Muttergemeinde ihrer Zweiggemeinde die Mitglieder- und Kassenverwaltung. Ihre Anerkennung als „selbständige Gemeinde des Bundes Evangelisch-Freikirchlicher Gemeinden“ erhielt die Gemeinde im Jahr 1987.
Zum Gottesdienst versammelte sich die junge Gemeinde zunächst in den Gemeinschaftsräumen des Familienzentrums. Taufen, die in Baptistengemeinden durch Untertauchen vollzogen werden, fanden in dieser Zeit im Schwimmbad der diakonischen Einrichtung statt. Im Oktober 1992 – die Gemeinde war inzwischen auf über 100 Mitglieder angewachsen – beschloss die Gemeindeversammlung, ein Kirchbaukonto anzulegen, um darüber einen größeren Gottesdienstraum zu finanzieren. Die ersten Pläne, die einen Anbau vorsahen, wurden jedoch verworfen. Erst mit der Einweihung der Christuskirche erhielt die Baptistengemeinde Heiligenstadt ihr eigenes Gemeindezentrum.
Nach 1978 wirkten folgende Pastoren in der Baptistengemeinde Heiligenstadt: Gotthard Schüttel (1978–1982), Wolfgang Meckbach (1983–1985), Helmut Grundmann (Pastor em.; 1986–1991), Erwin Jescheniak (1991–2000), Reinhold Brunkel (ab 2000).